# Cryptoperla kumari
Cryptoperla kumari är en bäcksländeart som beskrevs av Bill P.Stark 1989. Cryptoperla kumari ingår i släktet Cryptoperla och familjen Peltoperlidae. Inga underarter finns listade i Catalogue of Life.